# Evgenia Grekova
Evgenia Grekova, russisch Евгения Грекова, Transkription: Jewgenija Grekowa (* 19. Dezember 1974 in Kurgan) ist eine russisch-deutsche Opern- und Konzertsängerin (Sopran).

## Leben
Evgenia Grekova erhielt ihre Ausbildung von 1993 bis 1997 in Moskau bei Wera Alexandrowa, dann bis 2001 in Karlsruhe bei Mitsuko Shirai und Hartmut Höll. Sie belegte Meisterkurse bei Edith Mathis, Elisabeth Schwarzkopf und Marilyn Horne. Während des Studiums hatte Grekova Verpflichtungen an der Staatsoper Stuttgart.
Von 2001 bis 2005 war Evgenia Grekova Ensemblemitglied des Staatstheaters Nürnberg. Gastspiele führten sie an die Wiener Staatsoper, die Semperoper in Dresden Staatsoper Stuttgart und nach Monaco. Sie trat als Liedsängerin  bei den Richard-Strauss-Festtagen in Garmisch-Partenkirchen auf. 2002 sang sie bei den Bayreuther Festspielen die Partien des Jungen Hirten (Tannhäuser) und des Waldvogels (Siegfried).
2000 wurde Evgenia Grekova Preisträgerin beim Schumann-Wettbewerb in Zwickau und gewann den Wettbewerb „Franz Schubert und die Musik der Moderne“ in Graz. 2004 gewann sie den Francisco-Viñas-Wettbewerb in Barcelona. Im Jahr 2005 erhielt sie den 1. Preis beim Internationalen Gesangswettbewerb für Mozart und Belcanto in Passau. Beim ARD-Wettbewerb sowie beim Wiener Belvedere-Wettbewerb erreichte Grekova das Finale. Beim 9. Internationalen Mozartwettbewerb in Salzburg wurde sie 2006 mit dem Preis der Internationalen Stiftung Mozarteum ausgezeichnet.
In den Jahren 2000 bis 2012 war Evgenia Grekova festes Ensemblemitglied in Nürnberg, Halle an der Saale und Wiesbaden, wo sie Partien wie Pamina, Norina, Konstanze, Sophie, sowie Donna Elvira, Micaëla und Antonia sang.
2012 bis 2015 war die Sopranistin freischaffend. Seit August 2015 gehört sie zu dem Ensemble vom Konzert Theater Bern, wo sie die Partien des lyrischen Fachs, wie Rusalka, Contessa und Marguerite verkörpert.
Zudem hat Evgenia Grekova seit März 2013 einen Lehrauftrag für „Slavische Vokalmusik“ an der Hochschule für Musik und Theater München.